# Gnesner Primaspalast Krakau

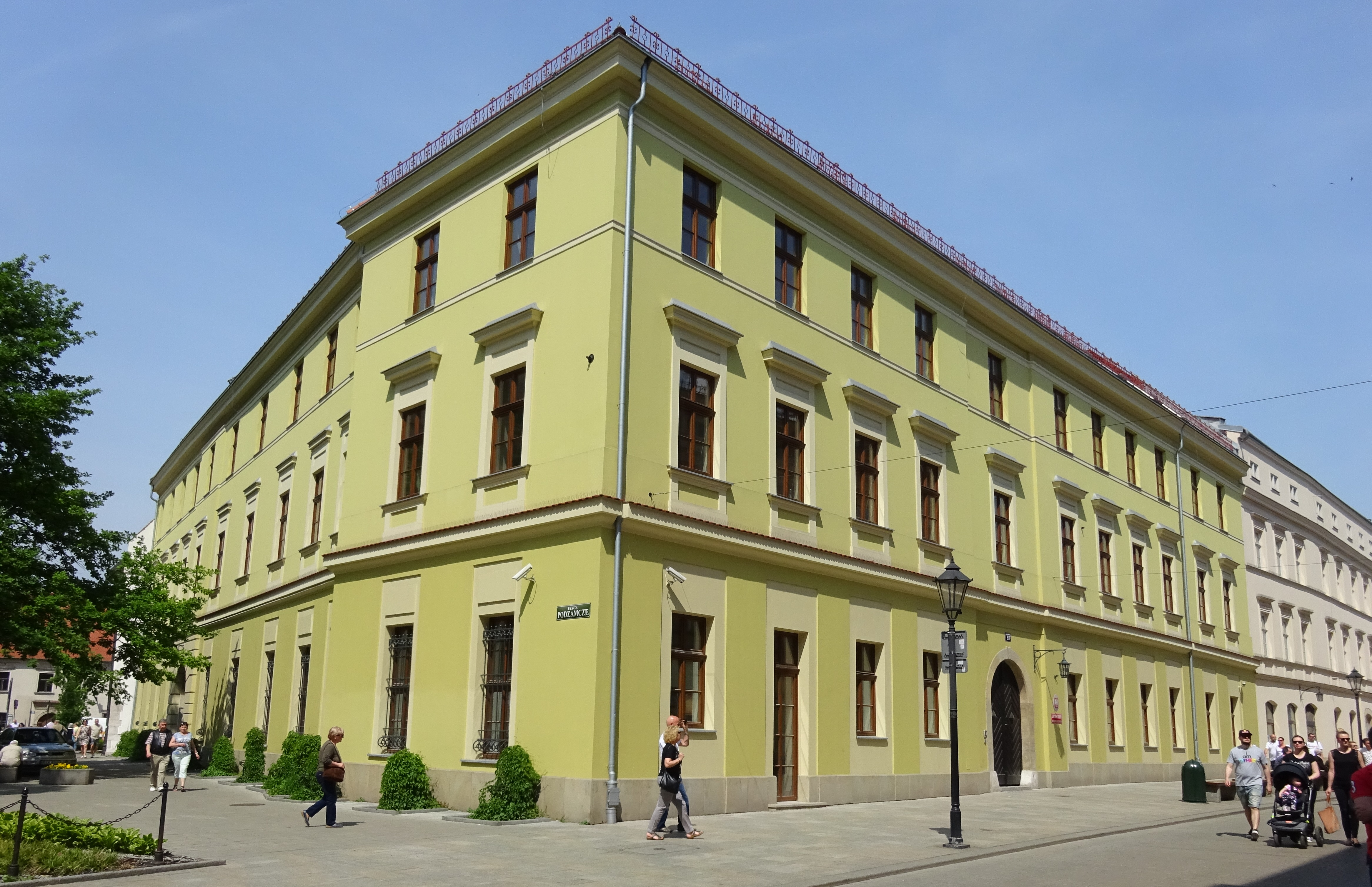
Fassade an der Burg-Straße

Der Gnesner Primaspalast (polnisch Pałac arcybiskupów gnieźnieńskich) in Krakau (Woiwodschaft Kleinpolen) ist ein ehemaliges Stadtpalais der Gnesener Bischöfe.

## Lage und Beschreibung
Das Renaissancegebäude liegt in Okół, dem südlichen Teil der Krakauer Altstadt, an der Burg-Straße unterhalb des Wawel.

## Geschichte
Das Palais wurde von 1531 bis 1805 von den Erzbischöfen von Gniezno, die gleichzeitig Primas Poloniae sind, genutzt. Es wurde ursprünglich um 14. Jahrhundert im gotischen Stil errichtet und um 16. Jahrhundert ausgebaut. Heute befindet sich die Finanzverwaltung der Krakauer Innenstadt in dem Gebäude.